# Aardbeving Uden 1932
De aardbeving bij Uden op 20 november 1932, om 23.37 uur was een middelzware aardbeving. Het was tot de aardbeving bij Roermond in 1992 de sterkste aardbeving die ooit in Nederland is waargenomen.

## Gebeurtenissen
Het epicentrum van deze aardbeving lag bij het Brabantse Uden. De sterkte bedroeg 5,0 op de schaal van Richter en een intensiteit van VI-VII op de 12-delige schaal van Mercalli. Het epicentrum bevond zich ongeveer tien kilometer ten zuidwesten van Uden en het hypocentrum bevond zich op 12,9 kilometer diepte op de Peelrandbreuk in de Roerdalslenk. De beving werd gevoeld in vrijwel geheel Nederland, tot in het Belgische Bastenaken in het zuiden, tot in Londen in het westen en tot Göttingen in het oosten.
De beving veroorzaakte vooral schade in de omgeving van Uden en Veghel. Het kruis op het Missiehuis in Uden brak door de aardbeving af.
De hoofdbeving werd voorafgegaan door twee lichtere bevingen van 2,8 en 3,5 op de schaal van Richter, en na de beving van 5,0 werden er tot 28 november nog 6 naschokken gemeten, met sterktes tot 3,5 op de schaal van Richter.